# Iron Maiden: Flight 666
Iron Maiden: Flight 666 ist ein britisch-kanadischer Dokumentarfilm von Sam Dunn und Scot McFadyen aus dem Jahr 2009. Er dokumentiert die erste Hälfte der Iron-Maiden-Tour Somewhere Back in Time World Tour, die von der Band mit dem Flugzeug Ed Force One absolviert wurde.

## Handlung

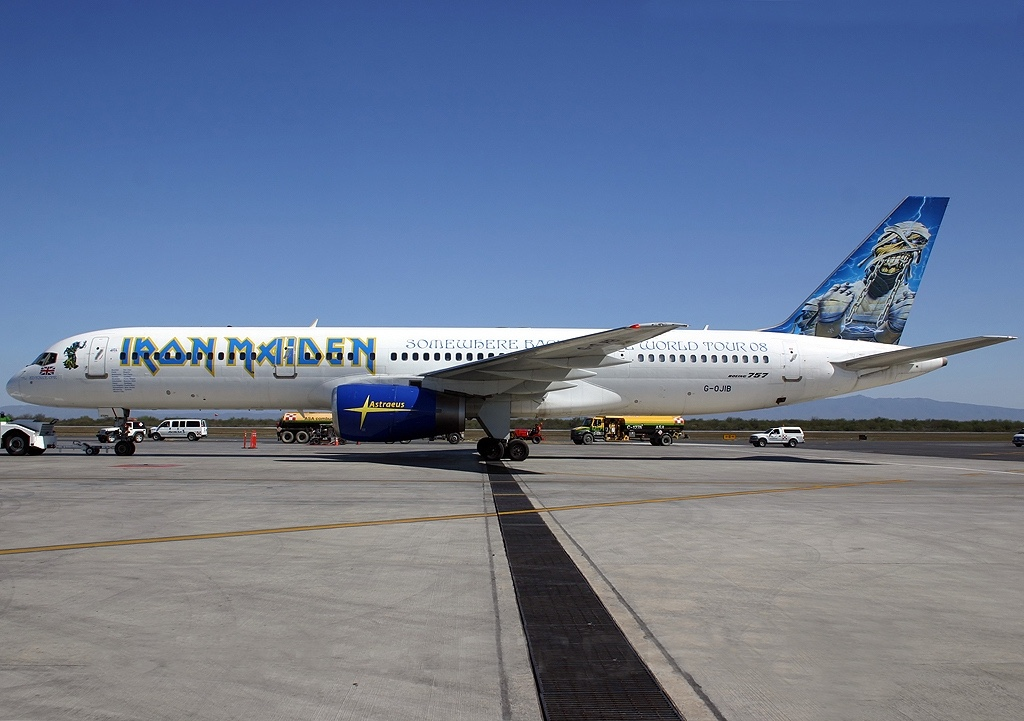
Ed Force One

Der Film dokumentiert die erste Hälfte der Somewhere Back in Time World Tour der britischen Band Iron Maiden. Die Besonderheit der Tour war, das diese Tour mit einer angepassten Boeing 757 absolviert wurde. Diese wurde in Anlehnung an das US-amerikanische Präsidentenflugzeug Air Force One auf den Namen „Ed Force One“ getauft. „Eddie“ ist das Maskottchen der Band. Als Pilot betätigte sich Sänger Bruce Dickinson selbst. Er arbeitete schon vorher in seiner Freizeit von der Band für die Fluggesellschaft Astraeus Airlines. Als besonderer Gag erhielt das Flugzeug das Rufzeichen „666“, ein Hinweis auf Iron Maidens wohl größten Hit The Number of the Beast. Das Rufzeichen wurde auch als Filmtitel verwendet und ist im laufenden Film ein Running Gag.
Mit der Ed Force One konnte die Band innerhalb von nur 45 Tagen 50.000 Meilen bewältigen und 23 Konzerte in 13 Ländern vor rund einer halben Million Fans geben. Dabei traten sie unter anderem in Costa Rica und Kolumbien zum ersten Mal in ihrer Karriere auf.
Die Dokumentation zeigt zum einen den Touralltag, auch einige Day-offs, unter anderem auf dem Golfplatz und die Familie von Steve Harris, die mitreist, und die technischen Aspekte der Tour. Zum anderen werden Konzertaufnahmen aus verschiedenen Ländern präsentiert. Der eigentliche Film läuft 112 Minuten. Es existiert aber auch ein Konzertfilm, der lediglich die Songs enthält und 103 Minuten dauert sowie ein Komplettschnitt.
Im Dokumentarfilm werden außerdem die Road-Crew und die Fans porträtiert. Insbesondere in Südamerika werden die fanatischen Fans gezeigt, die ihre Band zum ersten Mal sehen. Es kommen auch einige andere Musiker zu Wort, darunter Ronnie James Dio, Scott Ian, Lars Ulrich, Chris Jericho, Doro Pesch und Kerry King.

## Veröffentlichung
Der Film hatte seine Premiere am 14. März 2009 im Cine Ordeon in Rio de Janeiro, Brasilien, parallel zu einem Konzert am Ende der Tour. Im Vereinigten Königreich wurde der Film am 20. April 2009 im Odeon von Kensington erstmals präsentiert. Einen Tag später erhielt der Film seinen Kinostart gleichzeitig in über 450 Kinos in 41 Ländern. Damit handelte es sich um den größten Simultanstart eines Dokumentarfilms. Den Vertrieb übernahm Arts Alliance Media und EMI, in den Vereinigten Staaten übernahm D&E Entertainment die Subdistribution. Der Film wurde in 2K mit 5.1 Surround Sound gezeigt, der von Kevin Shirley gemixt wurde.
Der Film spielte weltweit 233.193 US-Dollar ein, wobei er im Vereinigten Königreich alleine 123.886 US-Dollar einspielte.

## Rezeption
Der Film erhielt bei South by Southwest den Preis 24 Beats per Second für die beste Musikdokumentation. In Kanada wurde er bei den Juno Awards 2010 als Musik-DVD des Jahres ausgezeichnet.

## DVD-Veröffentlichung und Musikalbum
Am 25. Mai 2009 wurde Iron Maiden: Flight 666 als DVD und Blu-Ray über EMI veröffentlicht. In Nordamerika erschien es am 9. Juni 2009 über Universal Music Enterprises. Neben dem Dokumentarfilm befand sich auch ein Konzertfilm auf den Datenträgern. Zudem wurde eine Doppel-CD als Soundtrackalbum mitgeliefert.

### Titelliste
CD1
| #  | Titel                       | Datum            | Konzertort                          | Songwriter                    | Songwriter                    | Album                        | Länge |
| -- | --------------------------- | ---------------- | ----------------------------------- | ----------------------------- | ----------------------------- | ---------------------------- | ----- |
| 1. | Churchill’s Speech          | 1. Februar 2008  | Mumbai, Indien                      |                               |                               |                              | 0:43  |
| 2. | Aces High                   | 1. Februar 2008  | Mumbai, Indien                      | Steve Harris                  | Steve Harris                  | Powerslave                   | 4:49  |
| 3. | 2 Minutes to Midnight       | 7. Februar 2008  | Melbourne, Australien               | Adrian Smith, Bruce Dickinson | Adrian Smith, Bruce Dickinson | Powerslave                   | 5:57  |
| 4. | Revelations                 | 9. Februar 2008  | Sidney, Australien                  | Dickinson                     | Dickinson                     | Piece of Mind                | 6:28  |
| 5. | The Trooper                 | 16. Februar 2008 | Chiba, Japan                        | Harris                        | Harris                        | Piece of Mind                | 4:01  |
| 6. | Wasted Years                | 22. Februar 2008 | Monterrey, Mexiko                   | Smith                         | Smith                         | Somewhere in Time            | 5:07  |
| 7. | The Number of the Beast     | 19. Februar 2008 | Inglewood, Vereinigte Staaten       | Harris                        | Harris                        | The Number of the Beast      | 5:07  |
| 8. | Can I Play with Madness     | 24. Februar 2008 | Mexiko-Stadt, Mexiko                | Smith, Dickinson, Harris      | Smith, Dickinson, Harris      | Seventh Son of a Seventh Son | 3:36  |
| 9. | Rime of the Ancient Mariner | 14. März 2008    | East Rutherford, Vereinigte Staaten | Harris                        | Harris                        | Powerslave                   | 13:41 |

CD2
| #  | Titel                | Datum            | Konzertort                | Songwriter       | Songwriter       | Album                        | Länge |
| -- | -------------------- | ---------------- | ------------------------- | ---------------- | ---------------- | ---------------------------- | ----- |
| 1. | Powerslave           | 26. Februar 2008 | San José, Costa Rica      | Dickinson        | Dickinson        | Powerslave                   | 7:28  |
| 2. | Heaven Can Wait      | 2. März 2008     | São Paulo, Brasilien      | Harris           | Harris           | Somewhere in Time            | 7:35  |
| 3. | Run to the Hills     | 28. Februar 2008 | Bogotá, Kolumbien         | Harris           | Harris           | The Number of the Beast      | 3:59  |
| 4. | Fear of the Dark     | 7. März 2008     | Buenos Aires, Argentinien | Harris           | Harris           | Fear of the Dark             | 7:32  |
| 5. | Iron Maiden          | 9. März 2008     | Santiago, Chile           | Harris           | Harris           | Iron Maiden                  | 5:26  |
| 6. | Moonchild            | 12. März 2008    | San Juan, Puerto Rico     | Smith, Dickinson | Smith, Dickinson | Seventh Son of a Seventh Son | 7:29  |
| 7. | The Clairvoyant      | 4. März 2008     | Curitiba, Brasilien       | Harris           | Harris           | Seventh Son of a Seventh Son | 4:38  |
| 8. | Hallowed Be Thy Name | 16. März 2008    | Toronto, Kanada           | Harris           | Harris           | The Number of the Beast      | 7:52  |

## Rezeption

### Chartplatzierungen
| ChartsChartplatzierungen       | Höchstplatzierung | Wochen |
| ------------------------------ | ----------------- | ------ |
| Deutschland (GfK)              | 6 (21 Wo.)        | 21     |
| Österreich (Ö3)                | 36 (3 Wo.)        | 3      |
| Schweiz (IFPI)                 | 24 (5 Wo.)        | 5      |
| Vereinigte Staaten (Billboard) | 34 (3 Wo.)        | 3      |
| Vereinigtes Königreich (OCC)   | 15 (3 Wo.)        | 3      |

| ChartsChartplatzierungen       | Höchstplatzierung | Wochen |
| ------------------------------ | ----------------- | ------ |
| Österreich (Ö3)                | 1 (12 Wo.)        | 12     |
| Schweiz (IFPI)                 | 1 (15 Wo.)        | 15     |
| Vereinigte Staaten (Billboard) | 1 (… Wo.)         | …      |
| Vereinigtes Königreich (OCC)   | 1 (67 Wo.)        | 67     |

### Auszeichnungen für Musikverkäufe
Musikalbum

| Land/Region | Auszeichnungen für Musikverkäufe (Land/Region, Auszeichnung, Verkäufe) | Verkäufe |
| ----------- | ---------------------------------------------------------------------- | -------- |
| Kanada (MC) | Gold                                                                   | 40.000   |
| Insgesamt   | 1× Gold ·                                                              | 40.000   |

Videoalbum

| Land/Region                  | Auszeichnungen für Musikverkäufe (Land/Region, Auszeichnung, Verkäufe) | Verkäufe |
| ---------------------------- | ---------------------------------------------------------------------- | -------- |
| Argentinien (CAPIF)          | Platin                                                                 | 8.000    |
| Australien (ARIA)            | Platin                                                                 | 15.000   |
| Deutschland (BVMI)           | Platin                                                                 | 50.000   |
| Finnland (IFPI)              | Gold                                                                   | 6.046    |
| Frankreich (SNEP)            | Platin                                                                 | 20.000   |
| Kanada (MC)                  | 5× Platin                                                              | 50.000   |
| Neuseeland (RMNZ)            | Gold                                                                   | 2.500    |
| Vereinigte Staaten (RIAA)    | Platin                                                                 | 100.000  |
| Vereinigtes Königreich (BPI) | Gold                                                                   | 25.000   |
| Insgesamt                    | 3× Gold · 10× Platin ·                                                 | 276.546  |

Hauptartikel: Iron Maiden/Auszeichnungen für Musikverkäufe